# Old Fig Garden
Old Fig Garden – jednostka osadnicza w Stanach Zjednoczonych, w stanie Kalifornia, w hrabstwie Fresno.